# ناحیه التا، شهرستان هاروی، کانزاس
شهرستان التا، بخش هاروی، کانساس (به انگلیسی: Alta Township, Harvey County, Kansas) یک منطقهٔ مسکونی در ایالات متحده آمریکا است که در کانزاس واقع شده‌است.

## خصوصیات
شهرستان التا ۹۳٫۳۱ کیلومترمربع مساحت و ۲۲۱ نفر جمعیت دارد و ۴۳۸ متر بالاتر از سطح دریا واقع شده‌است.